# Соналі Бендре
Соналі Бендре Бехл (англ. Sonali Bendre, гінді सोनाली बेंद्रे; нар. 1 січня 1975, Бомбей, Махараштра, Індія) — індійська акторка, фотомодель і телеведуча, чия кар'єра почалася в 1994 році. Триразова лауреатка Star Screen Award у різних категоріях.

## Життєпис
Соналі Бендре народилася 1 січня 1975 року в Бомбеї. Крім неї в родині було ще три доньки.
Вона вчилася в школах Kendriya Vidyalaya Malleswaram у Бангалорі, середній школі в Тхане, а потім в жіночій школі у Деградун.
На початку кар'єри працювала моделлю, але вирішила стати акторкою після того, як пройшла конкурс «Star Dust Talent Search». Вивчала акторську майстерність. У 1994 році дебютувала у фільмі Aag, разом з популярним на той час актором Говіндою. Фільм провалився в прокаті, але приніс актрисі дві нагороди за кращу дебютну жіночу роль.
Наприкінці 1990-х років її гінді-мовні фільми провалювалися в прокаті. У 1999 році акторка дебютувала у тамільському кіно з фільмом Kadhalar Dhinam, який мав комерційний успіх. У 2000 році Соналі Бендре вперше знялася в каннадамовному фільмі. Цей фільм називався Preethse і був ремейком трилера «Життя під страхом», а пару актрисі склали популярні в штаті актори Упендра та Шива Раджкумар. Успішним став також телугу-мовний дебют Murari у парі з Махешем Бабу, що вийшов у 2000 році.
Останнім наразі фільмом, у якому Соналі Бендре зіграла головну роль, став телугумовний ремейк фільму «Братан Мунна» — Shankar Dada M. B. B. S. за участю Чиранджіві.
Крім її акторського таланту, вона також була танцівницею і виступала з танцями в піснях «Humma Humma» для фільму «Бомбей», «Aara Hile Chapara Hile» для фільму Apne Dam Par і «Mujhe Saajan Ke Ghar Jaana Ha» для фільму «Втікачка».
Влітку 2012 року були чутки що Соналі Бендре буде членом журі в програмі India's Got Talent четвертого сезону, які однак не підтвердилися.
У 2013 році вона знялася у фільмі Once Upon a Time in Mumbai Dobaara!.
Її персонаж не вписувався у звичайну форму всіх жіночих персонажів другого плану, але мав свою власну особистість. Саме це зробило його особливим.

## Особисте життя
З 12 листопада 2002 року Соналі Бендре одружена з режисером Ґолді Беглом. У подружжя нароидвся син — Ранвір Бехл (нар. 11.08.2005 року).
4 липня 2018 року Бендре повідомила в Twitter, що незадовго до цього їй був діагностований рак серйозної стадії, який вже дав метастази. На даний момент Соналі Бендре проходить курс лікування в одному з Нью-Йоркських госпіталів.

## Вибрана фільмографія
| Рік  |   | Українська назва                          | Оригінальна назва                   | Роль                   |
| ---- | - | ----------------------------------------- | ----------------------------------- | ---------------------- |
| 1994 | ф | Спопеляюча пристрасть                     | Aag                                 | Парул                  |
| 1994 | ф | Захисник знедолених                       | Naaraaz                             | Соналі                 |
| 1995 | ф |                                           | The Don                             | Аніта Малік            |
| 1995 | ф | Зрадник                                   | Gaddaar                             | Прія                   |
| 1996 | ф | Протистояння                              | Takkar                              | Мохіні                 |
| 1996 | ф | Індійський спадкоємець англійської родини | English Babu Desi Mem               | Біджурія               |
| 1998 | ф | Двійник                                   | Duplicate                           | Лілі                   |
| 1998 | ф | Ніхто не зрівняється з нами               | Humse Badhkar Kaun                  | Ану                    |
| 1998 | ф | Господин майор                            | Major Saab                          | Ніша                   |
| 1999 | ф | Одного разу в Індії                       | Angaaray                            | Рома                   |
| 1999 | ф | Біль душі                                 | Zakhm                               | Сонія                  |
| 1999 | ф | Нас не разлучить                          | Hum Saath Saath Hain                | Пріті                  |
| 1999 | ф | Патріот                                   | Sarfarosh                           | Сіма                   |
| 2000 | ф |                                           | Preethse (канн.)                    | Кіран                  |
| 2000 | ф | Брати-суперники                           | Chal Mere Bhai                      | Пія (запрошена зірка)  |
| 2000 | ф | Моє серце — для тебе!                     | Hamara Dil Aapke Paas Hai           | Кхуші Мальхотра        |
| 2000 | ф | Кілька слів про любов                     | Dhai Akshar Prem Ke                 | Ніша                   |
| 2001 | ф | Заради любові                             | Love Ke Liye Kuch Bhi Karega        | Сапна                  |
| 2001 | ф | Прихована правда                          | Murari (тел.)                       | Васудхара              |
| 2003 | ф | Самозванка                                | Chori Chori                         | Пуджа                  |
| 2004 | ф |                                           | Shankar Dada MBBS (тел.)            | Доктор Сунітха (Чітті) |
| 2013 | ф | Справа була в Мумбаї                      | Once Upon A Time in Mumbai Dobaara! | Мумтаз Хан (камео)     |